# Municipio de Ometepec
El municipio de Ometepec es uno de los 85 municipios del estado mexicano de Guerrero, que se encuentra en la parte central del sur de México, a unos 400 kilómetros al suroeste de la capital del estado, Chilpancingo de los Bravo. La cabecera municipal es la ciudad homónima. Ometepec pertenece a la región de la Costa Chica, que es una de las siete regiones del estado de Guerrero y se encuentra en el suroeste del estado con un borde hacia el océano Pacífico. Le pertenecen un total 111 asentamientos llamados (estadísticamente para las ciudades, pueblos). El número de la comunidad por el Instituto Nacional de Estadística y Geografía, por lo que de acuerdo con el Instituto geográfico nacional es 12046.

## Demografía
La comunidad tenía en 2005 55.283 habitantes. De éstos eran 26.856 hombres y mujeres 28.427. El municipio tiene una superficie de 1,100,6 km ². La altura media (de la capital) es de 320 metros sobre el nivel del mar.
En 2010 la población era de 61,306 habitantes (último censo del INEGI).
En el año 2000 en la comunidad que vive 42.623 personas mayores de 5 años. De estas 13.464 personas capaces de hablar el idioma nativo. Esto significa que el 31,59% de la población en ese año era conocido por hablar una lengua indígena.
28390 de los habitantes de Ometepec en el año 2000, la edad de más de 15 años. De ellos, 8633 eran analfabetos, así que no saben leer y escribir. Esto significa que el 30,41% de la población total (mayores de 15) no saben leer y escribir. En el caso de las mujeres fue de 33,18% (4.915 de 14.815 mujeres), que no sabía leer y escribir, y en los hombres 27,39 (3718 de 13575 hombres). Esto significa que muchas más mujeres no saben leer y escribir que los hombres.
De los 42.623 habitantes (mayores de 5 años de edad en el año 2000), 39.286 pertenecían a la religión católica. 3337 personas pertenecientes a otras religiones.
Fuentes: Estadísticas del INEGI: Conteo de Población y Vivienda 2005 k. a,. (en español: Popol-y loĝejnombrado).
| Población de el Municipio de Ometepec |
|                                       |
| Fuente:INEGI                          |

### Localidades
En el censo de 2020 el municipio de Ometepec contaba con 112 localidades.
| Código INEGI      | Localidad                | Población (2020) |
| ----------------- | ------------------------ | ---------------- |
| 120460001         | Ometepec                 | 27 607           |
| 120460035         | Zacoalpan                | 5 412            |
| 120460007         | Cochoapa                 | 5 173            |
| 120460002         | Acatepec                 | 3 828            |
| 120460016         | Huixtepec                | 3 387            |
| 120460015         | Huajintepec              | 2 443            |
| 120460029         | Santa María Asunción     | 2 194            |
| 120460012         | Cumbre de Barranca Honda | 1 437            |
| 120460068         | Arroyo Barranca Honda    | 1 184            |
| 120460014         | Guadalupe                | 1 149            |
| Otras localidades | Otras localidades        | 14 393           |
| Total municipal   | Total municipal          | 68 207           |

## Clima
El clima existente está clasificado como cálido-subhúmedo. En la comunidad cada año cae en un promedio de 1100 mm/m² de precipitación. La temperatura media anual es de 23 °C. La dirección del viento casi todo el año es de suroeste a noroeste

## Cronología de presidentes municipales
El actual presidente es Rigoberto Chacón Melo.
| Período   | Presidente municipal                 |
| 1969-1971 | Adolfo Trani López                   |
| 1972-1974 | Fernando López Carmona               |
| 1975-1977 | Ulises Estrada Vázquez               |
| 1978-1980 | José Ma. Robles de la Cruz           |
| 1981-1983 | José Ángel Torres del Cueto          |
| 1984-1986 | Delfino Aguirre Rivero               |
| 1987-1989 | Amparo Sandoval Piza                 |
| 1990-1992 | Mario Navarrete Gutiérrez            |
| 1993-1996 | Jaime López Jiménez                  |
| 1996-1999 | Humberto Rafael Zapata Añorve        |
| 1999-2002 | Mario Navarrete Gutiérrez            |
| 2002-2005 | Francisco Espinoza Hilario           |
| 2005-2008 | Eduardo Montaño Salinas              |
| 2008-2012 | Efren Adame Montalvan                |
| 2012-2015 | Antonio Atenogenes Vázquez Rodríguez |
| 2015-2018 | Omar Estrada Bustos                  |
| 2018-2021 | Efren Adame Montalvan                |
| 2021-2024 | Efren Adame Moltalvan                |
| 2024-2027 | Rigoberto Chacón Melo                |